# Рольф Клеменс Вагнер
Ро́льф Кле́менс Ва́гнер (нім. Rolf Clemens Wagner; нар. 30 серпня 1944, Гогенельбе, Судетська область, Великонімецька імперія — пом. 11 лютого 2014, Бохум, Північний Рейн-Вестфалія, Федеративна Республіка Німеччина) — західнонімецький терорист, член ліворадикальної терористичної організації «Фракція Червоної Армії» (RAF).

## Життєпис

### Раннє життя
Народився 30 серпня 1944 року в сім'ї стоматолога. Після закінчення школи у 1964 році вивчав економіку в Гамбурзі, Бохумі та Франкфурті-на-Майні, але покинув навчання і у 1971 році був відрахований з університету. Згодом певний час працював комерційним працівником у різних компаніях у Франкфурті-на-Майні.

### Терористична діяльність
Як учасник «Фракції Червоної армії» Вагнер був членом «Загону Зігфріда Гауснера» (нім. Kommandos Siegfried Hausner), в складі якого брав участь у викраденні Ганса Мартіна Шлеєра 5 вересня 1977 року, а згодом, за свідченнями Петера-Юргена Боока, убив його трьома пострілами в голову.
11 травня 1978 року Вагнер разом з іншими членами RAF, Бріґітте Монгаупт, Зігліндою Гофманн і Петером-Юргеном Бооком, був заарештований у Загребі під час облави, організованої Федеральним управлінням кримінальної поліції Німеччини.
Незважаючи на політичний тиск з боку Німеччини, 17 листопада Белградський окружний суд відмовив в екстрадиції терористів, посилаючись на відсутність доказів, що могло бути відповіддю на те, що раніше Федеративна Республіка Німеччина відмовилася видавати Югославії хорватських злочинців. Четверо терористів RAF покинули Югославію, вилетівши до Адену в Ємені.
Разом із Сюзанною Альбрехт і Вернером Лотце, 25 червня 1979 року Вагнер здійснив підрив машини верховного головнокомандувача НАТО генерала Александра Гейґа в Обурзі поблизу Монса в Бельгії. В результаті атаки Гейг не постраждав.

### Арешт і ув'язнення
19 листопада 1979 року разом з Крістіаном Кларом, Петером-Юргеном Бооком іта Геннангом Беєром напав на відділення Швейцарського національного банку в Цюриху. Того ж дня він був затриманий в центрі міста після стрілянини в торговому пасажі Shopville, внаслідок якого загинув 56-річний перехожий, а місцевий поліцейський дістав серйозні поранення.
У 1980 році суд присяжних Цюриха у Вінтертурі засудив Вагнера до довічного ув'язнення за пограбування банку і вбивство, вчинене під час пограбування. Після екстрадиції Вагнера до Федеративної Республіки Німеччина швейцарський вирок згодом був приведений у виконання в Німеччині.
Федеральна прокуратура висунула Вагнеру звинувачення в численних злочинах. Зокрема, в убивстві Ганса Мартіна Шлеєра 18 жовтня 1977 року. 13 березня 1985 року Вагнер був засуджений до другого довічного ув'язнення.
У 1993 році відбувся новий судовий процес, можливий завдяки свідченням Вернера Лотце в рамках програми захисту свідків. Того ж року Вагнер був засуджений до дванадцяти років тюремного ув'язнення за замах на генерала НАТО Гейґа. Взявши до уваги довічні вироки, що вже набрали чинності, суд знову засудив його до довічного ув'язнення, однак визнав провину особливо тяжкою, що виключило можливість умовно-дострокового звільнення через 15 років.
У 2003 році Вагнер був помилуваний президентом Йоганнесом Рау. Після 24 років в ув'язненні, терорист був звільнений з в'язниці у Швальмштадті 9 грудня 2003 року.
У жовтні 2007 року Вагнер виступив із виправданням викрадення і убивства Ганса Мартіна Шлеєра в інтерв'ю щоденній газеті Junge Welt, заявивши, що «деякі результати наших міркувань залишаються вірними навіть із сьогоднішньої точки зору, як-от рішення викрасти Ганса Мартіна Шлеєра». З іншого боку, на його думку викрадення пасажирського літака «Ландсхут» було «з сьогоднішньої точки зору найгіршим рішенням», у якому він брав участь.